# Исметьево
 Исметьево — поселок железнодорожного разъезда в Ютазинском районе Татарстана. Входит в состав Уруссинского сельского поселения.

## География
Находится в юго-восточной части Татарстана на расстоянии приблизительно 3 км на северо-восток по прямой от районного центра поселка Уруссу на железнодорожной линии Ульяновск-Уфа.

## История
Основан в 1940-х годах.

## Население
Постоянных жителей было: в 1970 — 73, в 1979 — 52, в 1989 — 22, в 2002 году 18 (татары 61 %, русские 33 %), в 2010 году 9.